# 알모즈
알모즈(兩毛子)는 중국인과 러시아인 사이에 태어난 혼혈인이다. 주로 중국에서 제2차 세계대전당시에 부르던 명칭이다.

## 같이 보기
- 유라시안